# Terminal Rodoviário de Cascavel
O Terminal Rodoviário de Cascavel - Dra. Helenise Pereira Tolentino é uma estação de embarque rodoviário localizada no município brasileiro de Cascavel, no estado do Paraná. Foi inaugurado em 4 de julho de 1987, com área total de 58 965 m², da qual 14 689 m² correspondem ao edifício sede.

## História

### Terminal anterior (1964-1987)
Na década de 1960, a prefeitura de Cascavel contratou o arquiteto Gustavo Gama Monteiro (1925-1995) para elaborar o projeto de uma estação rodoviária maior e mais adequada ao crescimento da cidade. Gama Monteiro já tinha criado os desenhos do Paço Municipal (1959), do Cascavel Country Club (1960) e da duplicação da Avenida Brasil (1961).
A prefeitura abriu concorrência para a construção, em maio de 1963. O projeto, constituído de uma estação de embarque com um hotel sobre suas plataformas, foi inaugurado em 1964.
Com o rápido crescimento populacional, em 1974 o terminal recebia cerca de dez mil passageiros e 350 partidas a cada dia. Naquela época já era considerada obsoleta para a demanda.
Problemas entre o proprietário do Hotel Rodotur, localizado sobre a estação, e os condôminos do Terminal Rodoviário, provocaram o corte de água e luz, deixando o local perigoso e precário.
Após a desativação deste terminal, em 1987, seu entorno enfrentou forte degradação que se estende aos dias atuais. Em 2017, a prefeitura de Cascavel iniciou um plano de revitalização da região, porém o projeto foi interrompido por falta de recursos.

### Terminal atual
A administração optou, no início dos anos 1980, por construir o novo terminal na área do antigo aeroporto, ponto estratégico que permite o acesso fácil dos veículos de transporte coletivo sem a necessidade de cruzar a região central. Em 1981, o governo do Paraná prometeu destinar 80 milhões de cruzeiros para o projeto. Em outubro daquele ano apenas 40 milhões foram liberados. A nova rodoviária teve o projeto contratado junto ao arquiteto Nilson Gomes Vieira e contemplava um novo terminal rodoviário com 6 400 metros quadrados de área construída.
As obras foram iniciadas em 1982, na gestão de Jacy Miguel Scanagatta e paralisadas após um ano pelo seu sucessor, Fidelcino Tolentino. Atrasos nos pagamentos das desapropriações em governos anteriores ao início da obra causaram prejuízo financeiro ao projeto, conforme relatório da prefeitura de Cascavel para o ano de 1984. Em julho de 1985 o então prefeito prometeu retomar o projeto no ano seguinte, com um investimento estimado em 5 bilhões de cruzeiros. Durante a etapa final, os trabalhadores da empreiteira Marder Construções entraram em greve, em abril de 1987, paralisando a obra.
O Terminal Rodoviário de Cascavel foi inaugurado diante de vinte mil pessoas, em 4 de julho de 1987, em uma cerimônia com a presença do prefeito de Cascavel, do governador Alvaro Dias e do ministro do Meio Ambiente Deni Lineu Schwartz. Logo em seguida, a demanda do terminal subiu de dez mil para dezoito mil passageiros por dia.
Possui dois andares, trinta e duas plataformas de embarque, estacionamentos para automóveis e amplo espaço interno, por onde passam cerca de onze mil ônibus e mais de duzentos mil passageiros por mês.
Em 2021, após trinta e quatro anos de operação, a prefeitura de Cascavel anunciou um plano de reforma do Terminal Rodoviário, no valor de oito milhões de reais.

## Estrutura
O terminal rodoviario conta com trinta e duas plataformas de embarque isoladas e cobertas , restaurantes, lanchonetes, guarda-volumes, videomonitoramento, posto policial, caixas eletrônicos, banheiros, farmácias, estacionamentos pago e gratuito.

## Administração
Gerenciada pela Transitar, empresa pública municipal.

## Toponímia
Ao final de sua gestão o prefeito Jacy Miguel Scanagatta assinou o Decreto Municipal 1583/83, determinando que o terminal rodoviário ainda em obras deveria receber o nome de "Helenise Pereira Tolentino", primeira esposa do seu sucessor, Fidelcino Tolentino, falecida em um acidente automobilístico, em 1978.